# Груповий портрет
Груповий портрет — портрет, на якому художники зображають трьох і більше осіб, яких об'єднують родинні чи професійні зв'язки, світ захоплень тощо.
Групові портрети набули популярності з виникненням професійних об'єднань. Вважалося за честь бути зображеним на портреті серед знаних майстрів цеху (наприклад, ткаль, гончарів або серед військових, лікарів тощо). На групових портретах людей зображають на тлі інтер'єру чи пейзажу, відповідно до їхніх професійних інтересів, життєвих прагнень і захоплень. Зображення людей утворюють цілісну композицію.
Групові портрети поділяються за двома принципами композиційної структури: координацію та субординацію. У першому випадку усі персонажі займають рівноцінне місце і жодна людина не висунута за рахунок іншої. До другої групи відносяться портрети, у яких одна особа займає в композиції центральне місце.

## Галерея

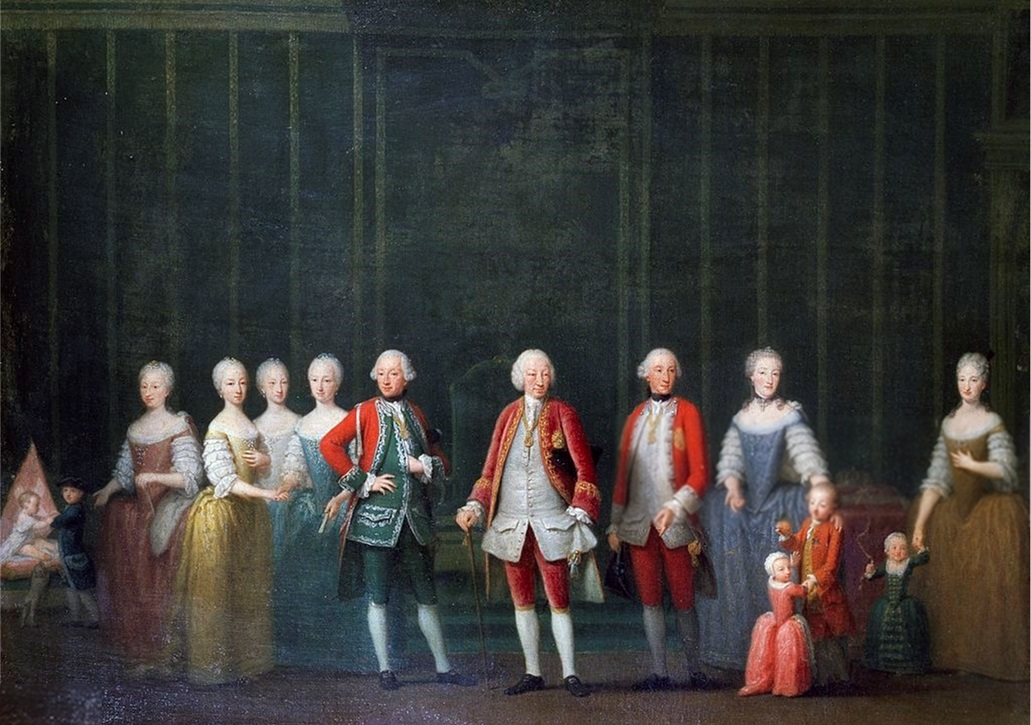
Джузеппе Дюпра. Портрет Карла Еммануїла Савойського з родиною
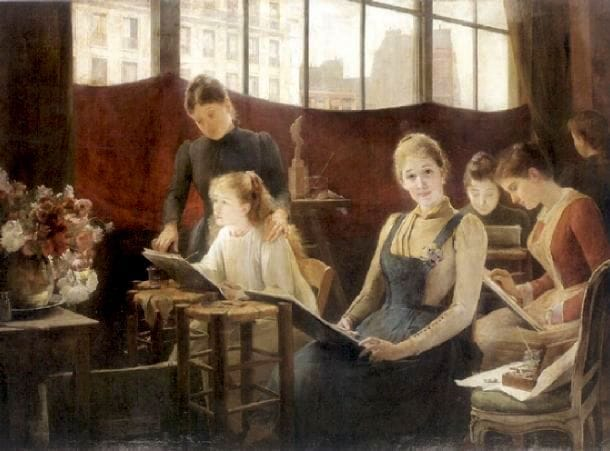
Уранія Альфонсін Колін-Лібур, Мистецький клас, 1891
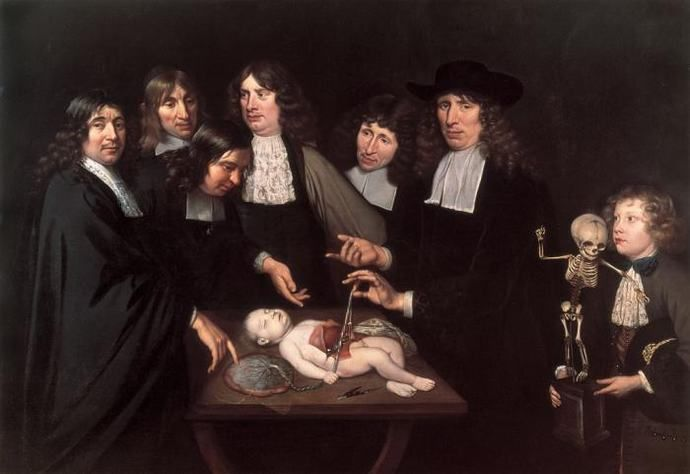
Ян ван Нек. «Урок анатомії доктора Фредеріка Рюйша»
Картина "Козак-бандурист" невідомого автора